# Каван (місто)
Каван (англ. Cavan, ірл. an Cabhán) — місто в Ірландії, адміністративний центр графства Каван (провінція Ольстер) та його найбільше місто.

## Історія
Початок місту поклав замок, закладений у 13 столітті кланом О'Рейлі. Бл. 1300 року у місті було засновано францисканський монастир. Натомість у 14 столітті клан О'Рейлі звів новий замок на пагорбі Таллімонган Хілл, що підвищувався над містом. У 15 столітті клан О'Рейлі засновує ринок у місті, що підвищує його торговельне значення. Досі у місті та його околицях трапляються англійські та шотландські монети тих часів.
Міські права були надані королем Джеймсом І 1610 року.
19 століття було періодом активного розвитку міста — прокладаються нові вулиці, зводиться будівля ратуші, церкви та громадські споруди. 8 липня 1856 року в місті було відкрито залізничну станцію.
23 лютого 1943 року в місцевому притулку сталася пожежа, внаслідок якої 35 дітей та 1 літня людина загинули. Тепер про це нагадує меморіал на кладовищі.

## Освіта
У Ліффорді діють 4 середні школи.

## Пам'ятки, історичні споруди
- Мерія
- Суд
- Кафедральний собор Св. Патрика та Св. Феліма (1938–1942)

## Транспорт
Містом проходять 2 важливі національні дороги та автострада. З 1856 по 1960 роки у місті діяла залізнична станція.